# 黒須康宏
黒須 康宏（くろす やすひろ、1958年10月10日 - ）は、日本の実業家。前ロイヤルホールディングス株式会社代表取締役社長。

## 人物・経歴
静岡県磐田市出身。父は大工。静岡県立二俣高等学校を経て、名城大学商学部経済学科在学中からロイヤルホストでアルバイトとして働き、1982年大学を卒業してロイヤル（現ロイヤルホールディングス）に入社。営業推進部営業推進役や、管理本部副本部長を経て、2011年ロイヤルホスト取締役副社長、ロイヤルホールディングス取締役。2016年からロイヤルホールディングス代表取締役社長兼COOを務め、人口減少が進む中、各事業のシナジー創出を進めた。

## テレビ番組
- 日経スペシャル カンブリア宮殿 驚きのアイデアで客を掴む 外食！反転攻勢スペシャル（2021年12月16日、テレビ東京）- ロイヤルHD社長として出演[6]。